# Usina Hidrelétrica de Três Marias
A Usina Hidrelétrica de Três Marias está localizada na parte central de Minas Gerais, compreendendo os municípios de São Gonçalo do Abaeté, Felixlândia, Morada Nova de Minas, Biquinhas, Paineiras, Pompéu, Martinho Campos, Abaeté e Três Marias, tendo partes de seus municípios alagados e formando o Circuito Turístico do Lago de Três Marias.

## Características
A usina foi inaugurada em 1962. A barragem, que tem 2 700 metros de comprimento e forma um reservatório de 21 bilhões de metros cúbicos de água, a 2 221 km acima da foz do rio, foi construída com recursos da Comissão do Vale do São Francisco - CVSF, é administrada pela Cemig, é considerada de grande importância para o Brasil. A energia gerada pela usina é entregue ao Sistema Interligado Nacional - SIN, sendo que a sua operação é coordenada pelo Operador Nacional do Sistema.

## História
Há muitos e muitos anos, residia às margens do Rio São Francisco uma família que montou uma pequena hospedaria na fazenda, com o passar dos anos, os pais morreram e as filhas Maria Francisca, Maria das Dores e Maria Geralda continuaram com a hospedaria, ponto de parada obrigatória. Aquela pequena hospedagem tornou-se popular como as 'Três Marias': 'Hoje vou pernoitar, lá, nas Três Marias…'; 'Quando atravessar o Rio São Francisco vou almoçar nas Três Marias…'

Presidente João Goulart inaugura duas turbinas na Usina Hidrelétrica de Três Marias.

Certo dia, como de costume, as Três Marias foram nadar, sem saber que vinha vindo uma cabeça de enchente. As águas vinham revoltas, arrastando animais, árvores, plantações, carregando e destruindo tudo a sua passagem. As Três Marias, ao sentirem a chegada das águas, tentaram sair do rio, mas Maria Geralda rodou nas águas, Maria Francisca tentou salvá-la e rodou também. Quando Maria das Dores viu as suas irmãs debatendo-se nas águas, numa luta mortal, tentou levá-las para as margens do Rio. Tudo em vão: as águas carregaram as Três Marias para o fundo do Rio. Após o acidente trágico, o nome de Três Marias tornou-se mais popular ainda, ficando aquela região assim conhecida.
A região onde se situa a represa de Três Marias apresenta características bastante diferentes da encontrada no Médio e Baixo curso do Rio. Enquanto em vasta porção nordestina o Rio São Francisco é a única certeza de água perene - "o refrigério", como dizem - nas terras mais ao Sul desconhecem estas mazelas. A represa de Três Marias assemelha-se, assim, a uma parada do São Francisco, a fim de reunir forças antes de enfrentar um clima hostil característico do sertão.
Por tudo isso, entende-se a significação do represamento das águas em Três Marias para cumprimento, como se disse, de finalidade múltiplas: produção de energia hidrelétrica, controle de enchentes, irrigação e melhoria das condições de navegabilidade do São Francisco.
Com o passar dos anos a usina de três Marias foi ficando em segundo plano no cenário energético nacional. Feitos como ser a maior barragem de terra do mundo na época foi ficando sem importância e o sucateamanto da estrutura da Hidrovia do São Francisco diminuíram a importância na navegabilidade, aliado a isto o baixo volume de energia gerado 396 MW em relação a grande área inundada foram tornando Três Marias obsoleta. Contudo sua importância estratégica ainda reside no controle da vazão do rio, cujos benefícios vão repercutir até o Complexo Sobradinho/Paulo Afonso/Xingó, maior complexo hidrelétrico do Nordeste que gera aproximadamente 95% da energia da região. Sem Três Marias e Sobradinho, o Complexo de Paulo Afonso com 4 usinas, importantíssimo na Matriz Energética do Nordeste, ficaria sem água no período seco e de nada adiantaria sua extrema eficiência ao aproveitar um canyon natural do rio com seus 80 metros de desnível.

## Efeito estufa
Assim como outros reservatórios, o reservatório de Três Marias é responsável pela emissão de gases de efeito estufa. Uma estimativa das emissões de gases de efeito estufa em reservatórios de centrais hidrelétricas feito pelo projeto Balcar indicam que Três Marias é responsável por 49,7 gCO2e/kWh comparado com emissões quase dez vezes maiores de termelétricas a gás natural com 412 gCO2e/kWh) e a carvão com 930 gCO2e/kWh.